# Nancy Meyers

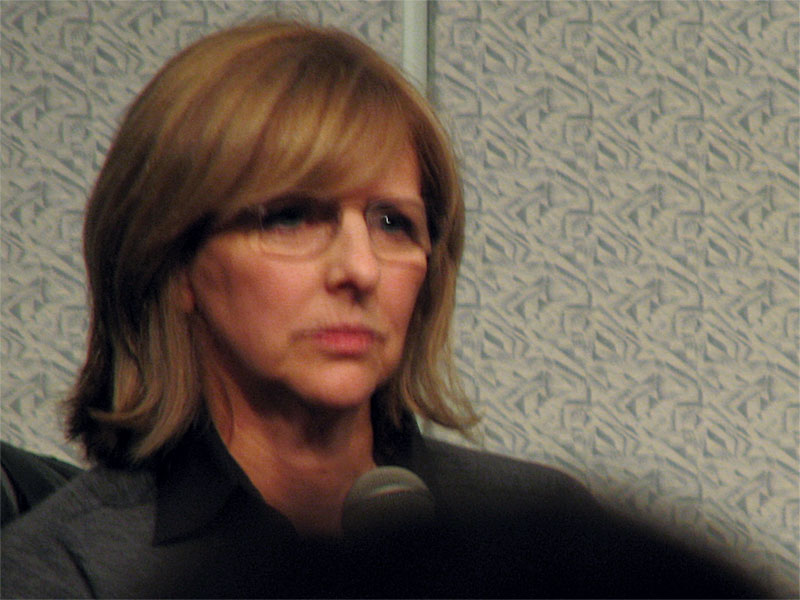
Nancy Meyers

Nancy Jane Meyers (Philadelphia, 8 december 1949) is een scriptschrijfster en filmregisseur. 
Ze heeft meegewerkt aan een aantal verschillende films, waaronder The Parent Trap en The Holiday.
Meyers ontving de WGA Award voor 'Best Comedy Written Directly for the Screen' voor Private Benjamin (1980) en is genomineerd geweest voor een Oscar in dezelfde categorie.
Sinds het succes van de films What Women Want en Something's Gotta Give is zij een populaire schrijfster en regisseur.
Meyers is getrouwd geweest met filmregisseur Charles Shyer, van wie ze in 1999 scheidde. Uit dit huwelijk heeft ze twee dochters, Annie en Hallie, ook de namen van de hoofdpersonages in The Parent Trap, gespeeld door Lindsay Lohan.

## Films

### Geregisseerd
- The Intern (2015)
- It's Complicated (2009)
- The Holiday (2006)
- Something's Gotta Give (2003)
- What Women Want (2000)
- The Parent Trap (1998)

### Geproduceerd
- The Intern (2015) ... producer
- It's Complicated (2009) ... producer
- The Holiday (2006) ... producer
- Something's Gotta Give (2003) ... producer
- The Affair of the Necklace (2001) ... executive producer (uncredited)
- What Women Want (2000) ... producer
- Ted Hawkins: Amazing Grace (1996) ... co-producer
- Father of the Bride Part II (1995) ... producer
- I Love Trouble (1994) ... producer
- A Place to Be Loved (1993) ... associate producer
- Father of the Bride (1991) ... producer
- Baby Boom (1987) ... producer
- Private Benjamin (1980) ... producer

### Geschreven
- The Intern (2015) ... written by
- It's Complicated (2009) ... written by
- The Holiday (2006) ... written by
- Something's Gotta Give (2003) ... written by
- The Parent Trap (1998) ... screenplay
- Father of the Bride Part II (1995) ... screenplay
- I Love Trouble (1994) ... written by
- Once Upon a Crime... (1992) ... screenplay
- Father of the Bride (1991) ... screenplay
- Baby Boom (television series) (1988) ... characters
- Baby Boom (1987) ... written by
- Protocol (1984)
- Irreconcilable Differences (1984)
- Private Benjamin (television series) (1981) ... characters
- Private Benjamin (1980)

- Biblioteca Nacional de España: XX1151900
- Bibliothèque nationale de France: cb141078552 (data)
- CiNii: DA10423758
- Gemeinsame Normdatei: 139339396
- International Standard Name Identifier: 0000 0001 1065 7813
- Library of Congress Control Number: n95111316
- MusicBrainz: 2f4b6bba-069c-4bfe-a8f6-3192d4f5798e
- Bibliotheek van het Japanse parlement: 00833011
- Nationale Bibliotheek van Tsjechië: jx20050419037
- Nationale Bibliotheek van Israël: 987007422385105171
- Nationale Bibliotheek van Polen: a0000001676128
- Nederlandse Thesaurus van Auteursnamen: 072182865
- SNAC: w6vq3z7p
- Système universitaire de documentation: 057194874
- Virtual International Authority File: 61749426
- WorldCat: E39PBJht7dcCj4bWp8jRTVWRrq